# Antonio Tonzig
Antonio Tonzig (Pádua, 1804 - 1894) foi um contabilista italiano. Pertence à Escola Lombarda ou Administrativa da Contabilidade. Propunha que a Administração e a Contabilidade são inseparáveis, um não existindo sem o outro. A Contabilidade registraria os atos da Administração, e a Administração agiria com base nos dados fornecidos pela Contabilidade. 
Tonzig foi o primeiro professor de ciência da administração e de contabilidade privada e publica. Foi um autor de menor vulto que Francesco Villa. Sua principal obra foi o tratado da ciência contábil comercial. Ele já considerava a contabilidade como ciência e acreditava que a essa matéria e a administração tinham que esta ligadas intimamente, trabalhando lado a lado e uma regulando a outra, mantendo a ordem entre as duas. 
Tonzig é considerado como o precursor da Moderna Economia Aziendal, que foi posteriormente desenvolvida por outros autores italianos.